# سالی استار
سالی استار (انگلیسی: Sally Starr؛ ۲۳ ژانویه ۱۹۰۹ – ۵ مه ۱۹۹۶) بازیگر اهل ایالات متحده آمریکا بود.
از فیلم‌هایی که وی در آن‌ها نقش داشته‌است، می‌توان به بلندپرواز باش اشاره نمود.